# Кейрстен Еллі
Кейрстен Еллі (англ. Keirsten Alley; нар. 17 вересня 1973) — колишня американська тенісистка.
Найвищу одиночну позицію світового рейтингу — 276 місце досягла 14 липня 1997, парну — 168 місце — 28 липня 1997 року.
Здобула 2 одиночні та 3 парні титули туру ITF.

## Фінали ITF
| Турніри $25,000 |
| Турніри $10,000 |

### Одиночний розряд: 5 (2–3)
| Результат | Ранг | Дата              | Турнір                                    | Покриття | Суперниця      | Рахунок          |
| --------- | ---- | ----------------- | ----------------------------------------- | -------- | -------------- | ---------------- |
| Перемога  | 1.   | 28 жовтня 1996    | Кюрасао, Нідерландські Антильські острови | Тверде   | Анета Сукап    | 6–3, 6–4         |
| Перемога  | 2.   | 4 листопада 1996  | Санто-Домінго, Домініканська Республіка   | Ґрунт    | Джоанн Мур     | 6–4, 6–0         |
| Поразка   | 1.   | 25 листопада 1996 | Сан-Паулу, Бразилія                       | Тверде   | Каталін Мароші | 7–6(2), 3–6, 4–6 |
| Поразка   | 2.   | 2 грудня 1996     | Сан-Паулу, Бразилія                       | Тверде   | Каталін Мароші | 3–6, 1–6         |
| Поразка   | 3.   | 21 квітня 1997    | Гімарайнш, Португалія                     | Тверде   | Софія Празеріс | 3–6, 1–6         |

### Парний розряд: 9 (3–6)
| Результат | Ранг | Дата              | Турнір                                    | Покриття | Партнерка      | Суперниці                          | Рахунок          |
| --------- | ---- | ----------------- | ----------------------------------------- | -------- | -------------- | ---------------------------------- | ---------------- |
| Поразка   | 1.   | 6 листопада 1995  | Санто-Домінго, Домініканська Республіка   | Ґрунт    | Енджела Бернал | Нора Кевеш Ребекка Єнсен           | 6–2, 1–6, 3–6    |
| Поразка   | 2.   | 13 листопада 1995 | Сан-Сальвадор, Сальвадор                  | Ґрунт    | Енджела Бернал | Ніна Ніттінгер Джоанн Мур          | 3–6, 6–3, 3–6    |
| Перемога  | 1.   | 1 квітня 1996     | Мулен (Альє), Франція                     | Тверде   | Джекі Мо       | Лоранс Буа Емануела Брузаті        | 6–2, 7–5         |
| Перемога  | 2.   | 28 жовтня 1996    | Кюрасао, Нідерландські Антильські острови | Тверде   | Джекі Мо       | Нора Кевеш Джоанн Мур              | 6–1, 3–6, 6–4    |
| Поразка   | 3.   | 9 грудня 1996     | Сан-Паулу, Бразилія                       | Ґрунт    | Пейдж Ярошук   | Каталін Мароші Флоренсія Сіанфагна | 4–6, 7–6(4), 3–6 |
| Поразка   | 4.   | 20 січня 1997     | Сан-Антоніо, США                          | Тверде   | Пем Нелсон     | Джейн Чі Келлі Пейс-Вілсон         | 4–6, 6–4, 4–6    |
| Поразка   | 5.   | 2 лютого 1997     | Мішен (Техас), США                        | Тверде   | Пем Нелсон     | Кері Фебус Енн Мелл                | 6–1, 1–6, 1–6    |
| Перемога  | 3.   | 16 червня 1997    | Маунт-Плезант (Південна Кароліна), США    | Тверде   | Ліза Андріяні  | Аманда Огастус Тіна Самара         | 2–6, 6–3, 6–4    |
| Поразка   | 6.   | 23 червня 1997    | Грінвуд (Південна Кароліна), США          | Тверде   | Тіна Самара    | Мелісса Бідмен Емі Дженсен         | 6–4, 2–6, 4–6    |